# Bloedbad van Vinkt
Het Bloedbad van Vinkt vond plaats in het Belgische dorp Vinkt, een deelgemeente van Deinze, twintig kilometer ten westen van Gent tijdens de Achttiendaagse Veldtocht in mei 1940. Het Duitse leger organiseerde er een moordpartij op de burgerbevolking.
In 1968 is er achter de kerk een herdenkingsmonument opgericht: een vijftig meter lange muur met daarvoor de kruizen van de gesneuvelden. Centraal staat een bronzen beeld. In de buurt bevindt zich ook de Reflectieruimte Vinkt Mei 1940: Waartoe de mens in staat is?.

## Duitsland valt België binnen: de Achttiendaagse Veldtocht

### Dag 1 tot 14
Het Duits leger viel op vrijdag 10 mei 1940 België, Nederland en Luxemburg binnen volgens hun aanvalsplan Fall Gelb. De troepen van Hitler bonden de strijd aan met het Belgisch leger in een veldslag die achttien dagen duurde en waarbij de Belgische manschappen dag na dag terugtrokken. Op vrijdag 24 mei verplaatst de frontlinie zich naar het Schipdonkkanaal dat door Deinze loopt. De Duitsers bouwden  twee pontons over het kanaal. Die kwamen onder hevig vuur te liggen van de Belgische artillerie.

### Dag 15: Meigem valt
Op zaterdag 25 mei 1940 komen Vinkt en Meigem, deelgemeenten van Deinze, onder Duits vuur te liggen. In Meigem komen zestien burgers om het leven na granaatinslagen. Na de inname van Meigem blijft Vinkt in handen van de Ardense Jagers. De Duitse manschappen van de 377e Infanterie Regiment en de 225e infanteriedivisie, het merendeel afkomstig uit Hamburg, pogen het Schipdonkkanaal in Deinze over te steken met burgers als levend schild. Tijdens de beschietingen tussen het Belgische en Duitse leger ontploft er tussen 16.30 en 17.00 uur een obus in de groep van 150 gijzelaars waarbij er 38 mensen om het leven komen.

### Dag 16: Vinkt blijft in Belgische handen
Op zondag 26 mei 1940 gaat onder de Duitse soldaten het gerucht dat burgers op hen hebben geschoten. Vergeldingsacties volgen. In Meigem werden inwoners naar de kerk gedreven en als gijzelaar gevangen gehouden. Vinkt blijft in handen van de Ardense Jagers.

### Dag 17: zwarte maandag
Maandag 27 mei 1940 was een zwarte dag voor beide dorpen. Op de hoeve "Van der Vennet" worden 's ochtends vroeg Omer Van Meenen, Jules Van Meenen en Emiel De Ketelaere zonder reden gefusilleerd. Achiel Van Renterghem, Alfons De Cloet en Raymond Van der Plaetsen moeten hen ter plekke begraven. De familie Vermeulen wordt uit hun schuilkelder gehaald en naar de hoeve "Steenkiste" gebracht.
In de kerk van Meigem, waar sinds de dag voordien tientallen mensen gevangen zitten, vindt er in de namiddag een zware ontploffing plaats. 27 mensen komen om het leven. De kerk - in de vuurlinie tussen de Belgische jagers en de Duitse 225e infanteriedivisie - is waarschijnlijk getroffen door een Belgische granaat. In de loop van de namiddag werden de vader en zoon van familie Vermeulen meegenomen en gedood, samen met Aloïs Coene, Emiel Galle en Petrus Mestdagh. De vrouwen werden naar de kerk van Meigem geleid, maar konden die verlaten voordat de ontploffing plaatsvond.
De beschietingen tussen de Duitse soldaten in Meigem en de Ardense Jagers in Vinkt duurt de hele dag waarna de Duitse 377e IR/225e ID rond 15.00 uur Vinkt inneemt. De Duitse soldaten zijn ervan overtuigd dat burgers op hen hadden geschoten waarna ze een razzia ontketenen. Bewoners worden uit hun huizen gedreven. Mannen, vrouwen en kinderen worden gescheiden. De vrouwen en kinderen worden samengebracht op de weide van boer Jules D’Oosterlinck. De mannen worden eerst richting Meigem gedreven en moeten in rijen van vijf in looppas terug naar Vinkt. De oudsten worden aan de muur van het klooster neergeschoten. Aan de muur van de pastorij wordt een groep van vijf naar voren geroepen en gefusilleerd. Onmiddellijk nadien volgen elf anderen. Even verderop, aan de beenhouwerij 'Van Laere' volgt een gelijkaardige executie. In totaal worden zo op het dorpsplein 38 mensen vermoord. Vier overleven het drama.
De Duitse soldaten hadden nu de kruispunten en de boerderijen in Vinkt ingenomen waar ze groepjes mensen fusilleerden. Aan het Zwart Huizeke worden twaalf mensen geëxecuteerd en begraven in een massagraf.
Deze incidenten zijn niet de enige op zwarte maandag 27 mei 1940. In het totaal sterven in Vinkt en Meigem die dag 111 burgers als gevolg van artillerievuur of executies.

### Dag 18: de capitulatie
Op dinsdag 28 mei 1940 capituleert België waarmee de Achttiendaagse Veldtocht officieel eindigt. Doch de burgers die daags voordien waren gevangengenomen werden gegijzeld op de weide van René D'Oosterlinck. Die dag werden nog eens negen mensen vermoord. Vijf slachtoffers (Louis Van Der Vennet, Gummaar Goyvaerts en Oscar, Herman en Roger Pieters) worden verplicht om hun eigen graf te delven waarna ze worden geëxecuteerd. Er zijn foto's van de gijzelingen en van de talrijke slachtoffers.

## Nabeschouwing
De moordpartij in Vinkt werd niet uitgevoerd door afgerichte moordcommandos, zoals de SS-Einsatzgruppen lelijk hebben huisgehouden in Oost-Europa, maar door gewone soldaten uit Hamburg van de reguliere Duitse landmacht (Heer). Op enkele dagen tijd kwamen in Vinkt en Meigem 140 burgers om het leven, waarvan 86 mensen werden geëxecuteerd en 27 burgers stierven in de kerk van Meigem door een granaatexplosie. De slachtoffers waren afkomstig uit Vinkt, en naburige gemeenten Deinze, Petegem, Zeveren en Semmerzake. Na de Tweede Wereldoorlog kwam er een proces tegen de leidinggevende Duitse officieren majoor Erwin Kühner en luitenant Franz Lohmann. Zij werden in België veroordeeld tot twintig jaar dwangarbeid. Na vijf jaar werden ze uitgeleverd aan de Duitse autoriteiten.

## Reflectieruimte Vinkt Mei 1940: Waartoe de mens in staat is?

### Oprichting vzw Vinkt Mei 1940: Waartoe De Mens In Staat Is.
In 2003 werd de vzw Vinkt Mei 1940: Waartoe De Mens In Staat Is? gesticht met als doel een reflectieruimte in te richten ter herinnering aan de gebeurtenissen van Mei 1940, deze dramatische gebeurtenissen te herdenken en dit in de meest ruime betekenis.

### Ontstaan reflectieruimte
Na de 50ste herdenking van 'de Meidagen' in 1990, met onder meer de tijdelijke tentoonstelling "Extremen", groeide de idee van een permanent bezoekerscentrum.
De bouw van het nieuwe woon-en zorgcentrum in het dorpscentrum bood de opportuniteit om op dezelfde site een apart toegankelijk lokaal te voorzien.
Voor de inhoudelijke invulling en organisatie kon de vzw rekenen op de medewerking van het Ename Expertisecentrum voor Erfgoedontsluiting vzw. De oorlogsgebeurtenissen worden benaderd vanuit drie invalshoeken: mensen (Belgische militairen, Duitse militairen en burgerlijke slachtoffers), gebeurtenissen en plaatsen.
Naast de ondersteuning door het expertisecentrum, kon de realisatie van de Reflectieruimte op steun rekenen van de Provincie Oost-Vlaanderen, Stad Deinze en het LEADER/CLLD-programma van de Europese Unie.
Na een proefperiode in 2012 opende de Reflectieruimte officieel de deuren in mei 2013.

### Concept
De Reflectieruimte bestaat uit drie luiken: een filmprojectie, een beknopte tentoonstelling van voorwerpen en teksten en een digitaal documentatiecentrum.
De projectie geeft een korte inleiding over de aanleiding tot en het begin van de Tweede Wereldoorlog, om dan over over te gaan naar de gebeurtenissen tijdens de laatste meidagen van 1940 in Vinkt. De projectie bevat ook een aantal aangrijpende getuigenissen. Met deze projectiefilm wil men de bezoeker uitnodigen om zelf na te denken en te reflecteren bij de gebeurtenissen.
De tentoonstelling bevat foto's en persoonlijke voorwerpen naast enkele aangrijpende muurteksten.
In het digitaal documentatiecentrum kan men middels een paar beeldschermen het archief van de vereniging raadplegen.
Men kan de Reflectieruimte gratis bezoeken tussen 10u00 en 17u00 (behalve op maandag) en dit zowel individueel als in groep.

### Kunstwerk
Aan de ingang van de Reflectieruimte vindt men een kunstwerk: "De Val" van Herman Van Nazareth werd gekozen voor de bijpassende symboliek. Het slachtoffer, burger of militair, maar ook de mens in de maatschappij.
Kunstwerk van Herman Van Nazareth

### Wandel-en fietsroutes
Bij de Open Monumentendag van 2015 creëerde de werkgroep ad hoc een bezoekerstraject die de belangrijkste locaties van de oorlogsmisdaden in Vinkt en Meigem verbindt. De bijhorende brochure werd uitgegeven in de reeks "Erfgoedsprokkels" van de Provincie Oost-Vlaanderen.
Dit project kon tot stand komen mede door de ondersteuning van de vzw Vinkt Mei 1940: Waartoe de mens in staat is?, de Provincie Oost-Vlaanderen, Stad Deinze en de Erfgoedcel Leie en Schelde.

### Galerij

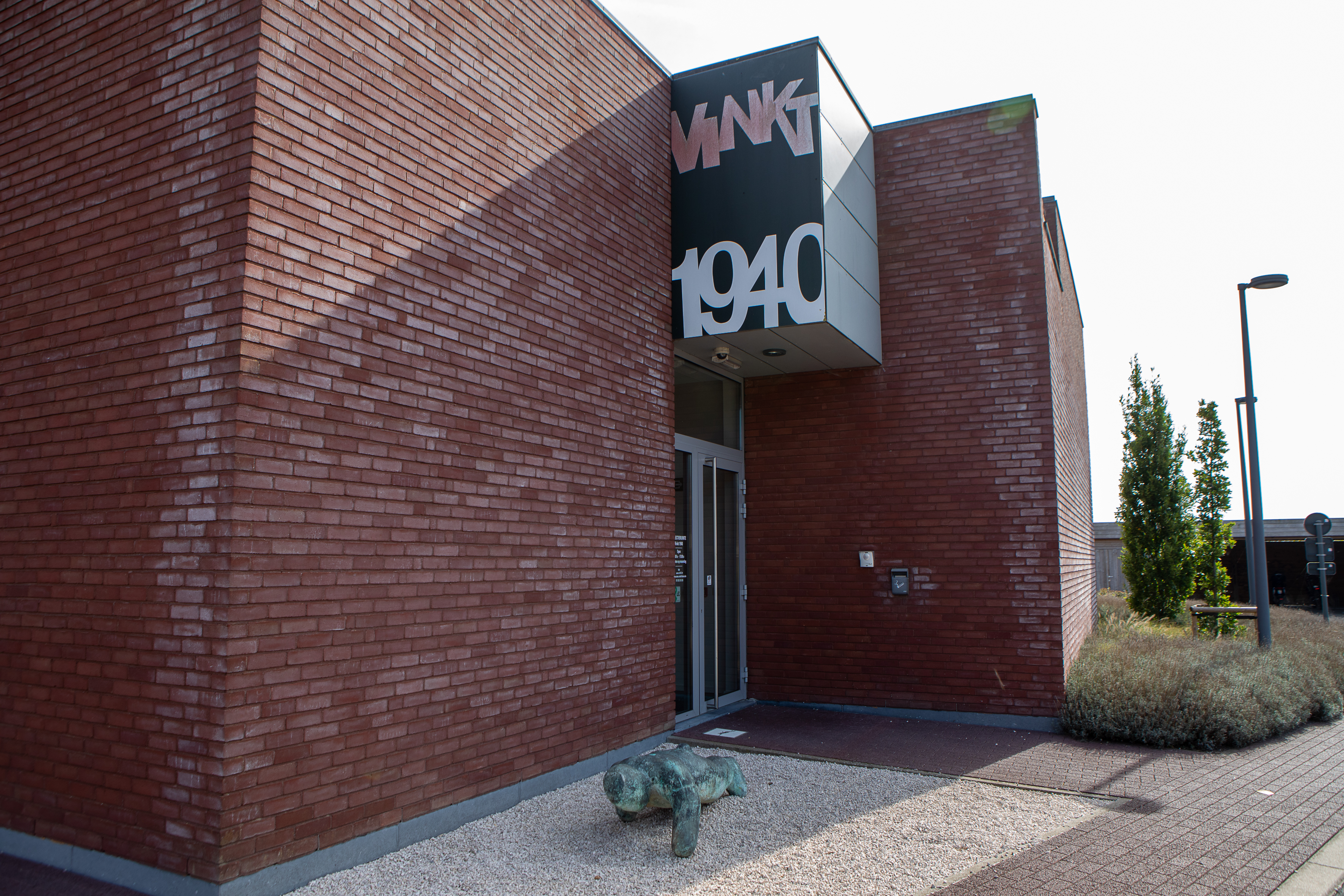
Reflectieruimte Vinkt Mei 1940: Waartoe de mens in staat is?
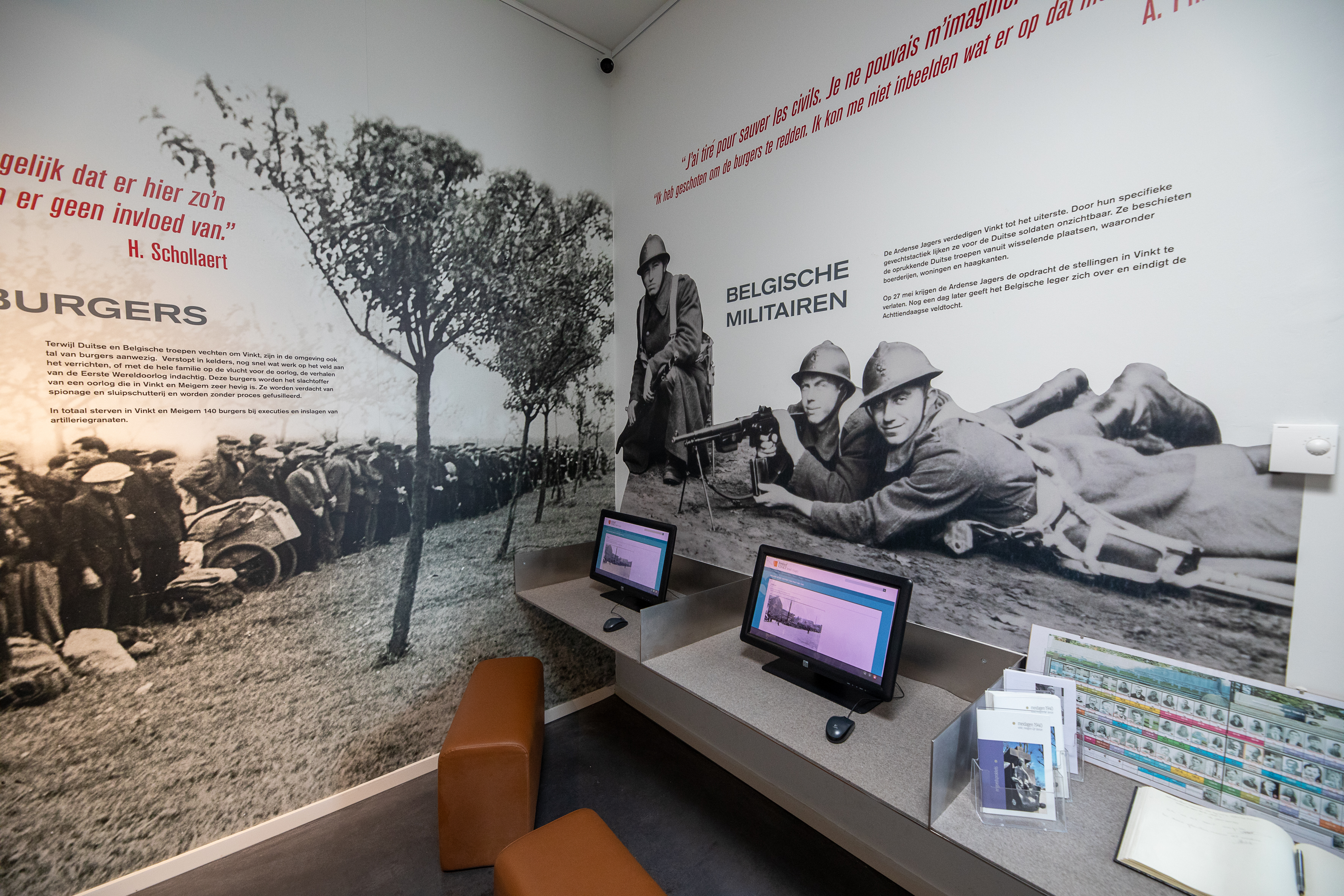
Digitale documentatieruimte
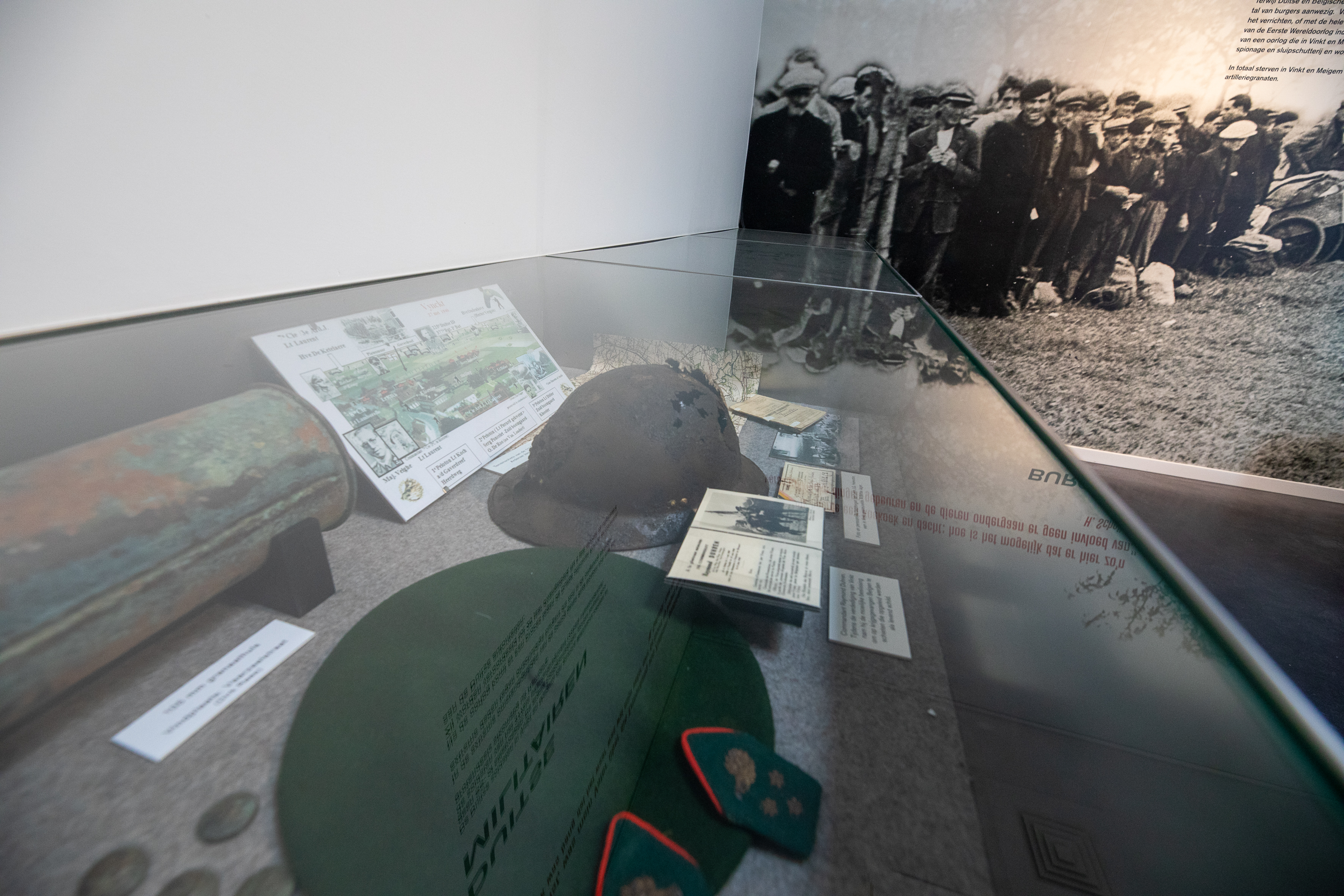
Tentoonstelling met teruggevonden voorwerpen
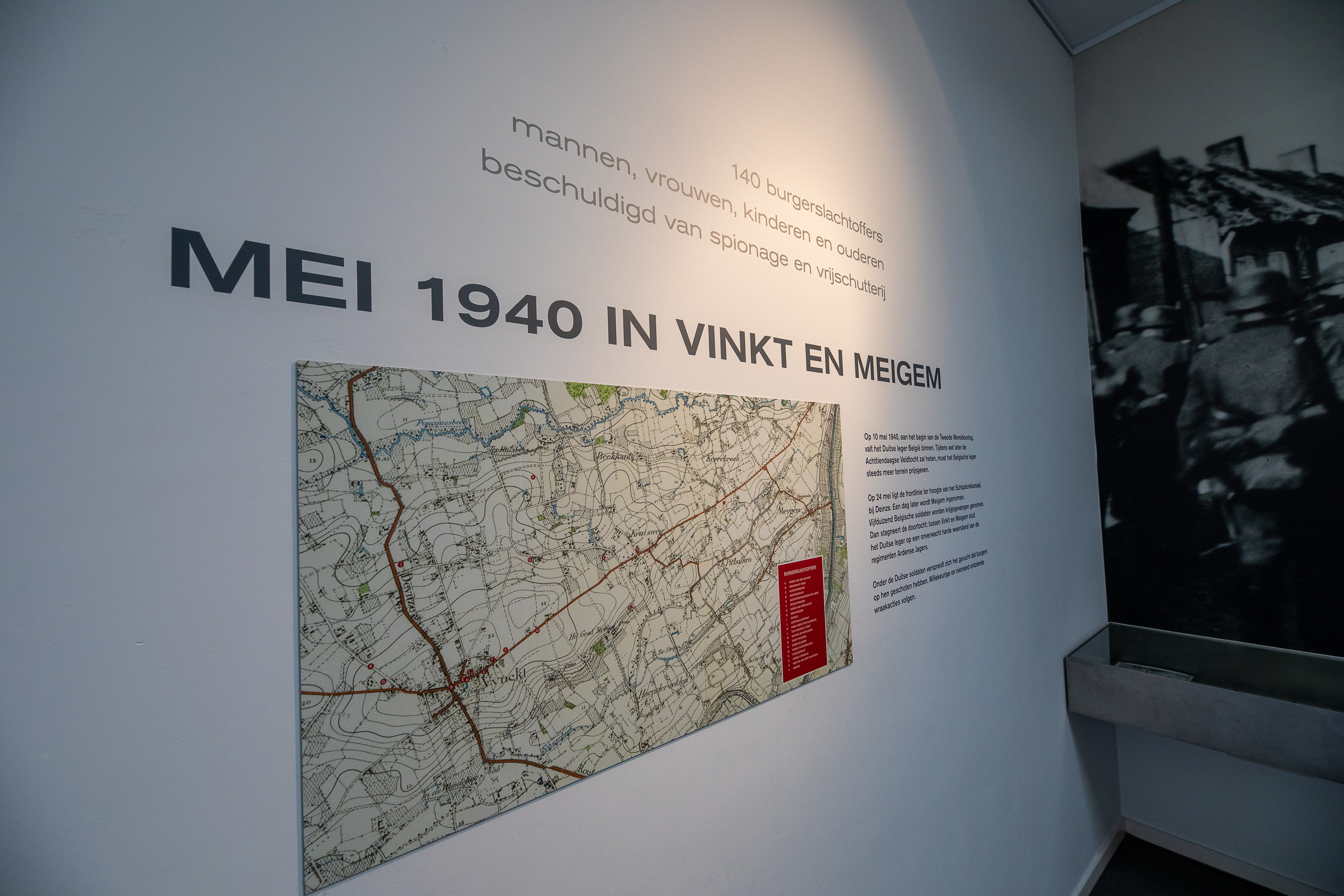
Opschrift en kaart
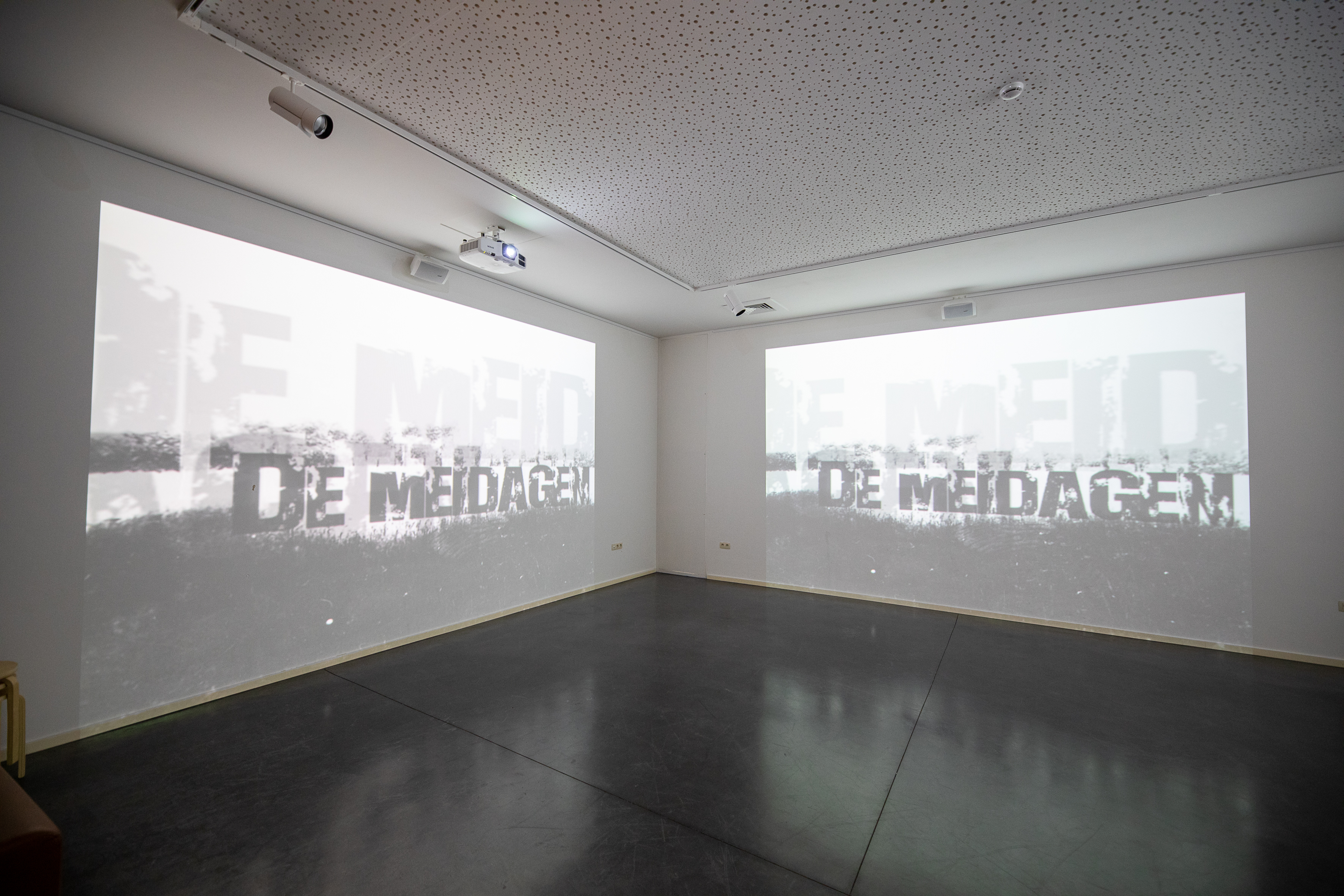
Projectieruimte
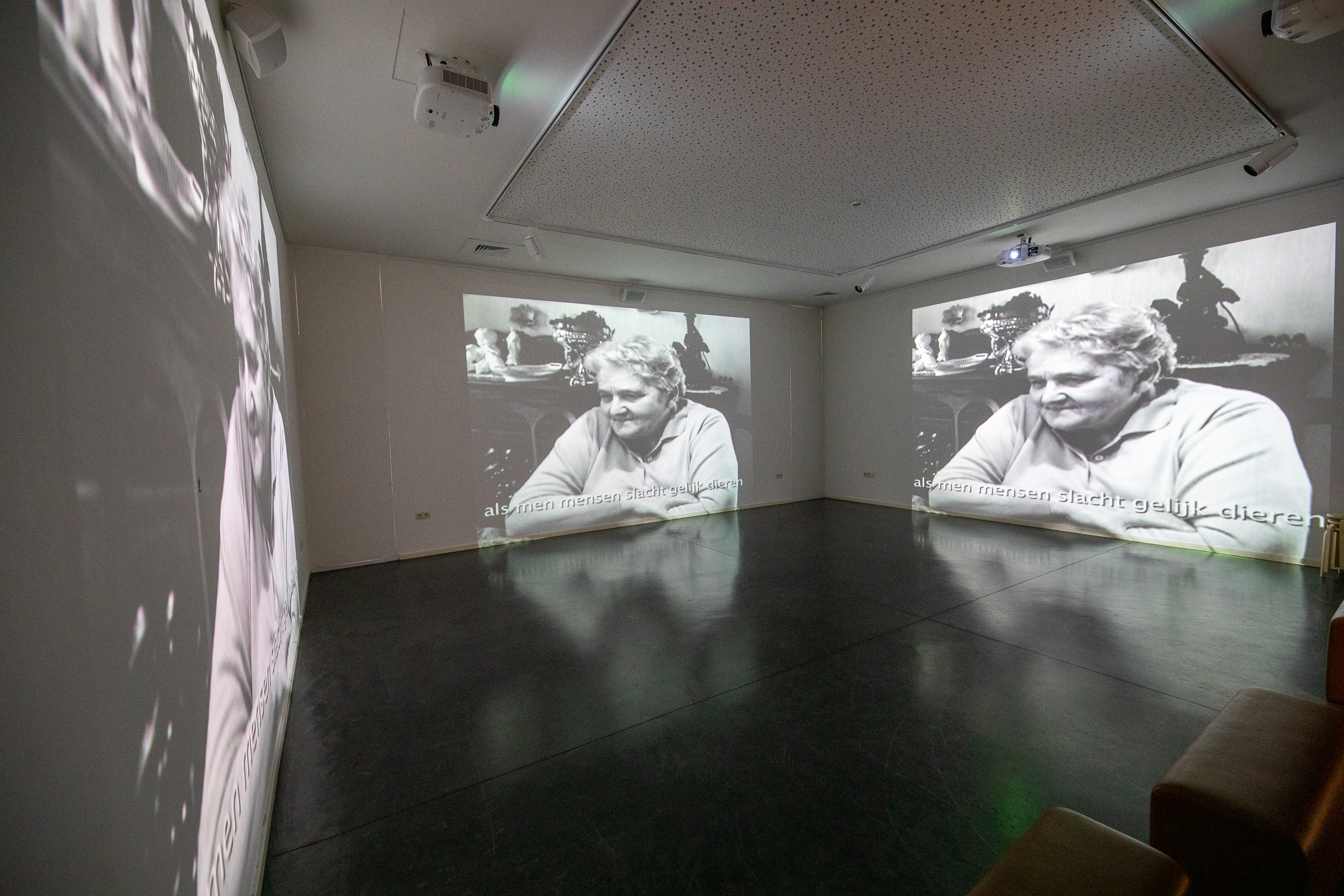
Projectie: getuigenis
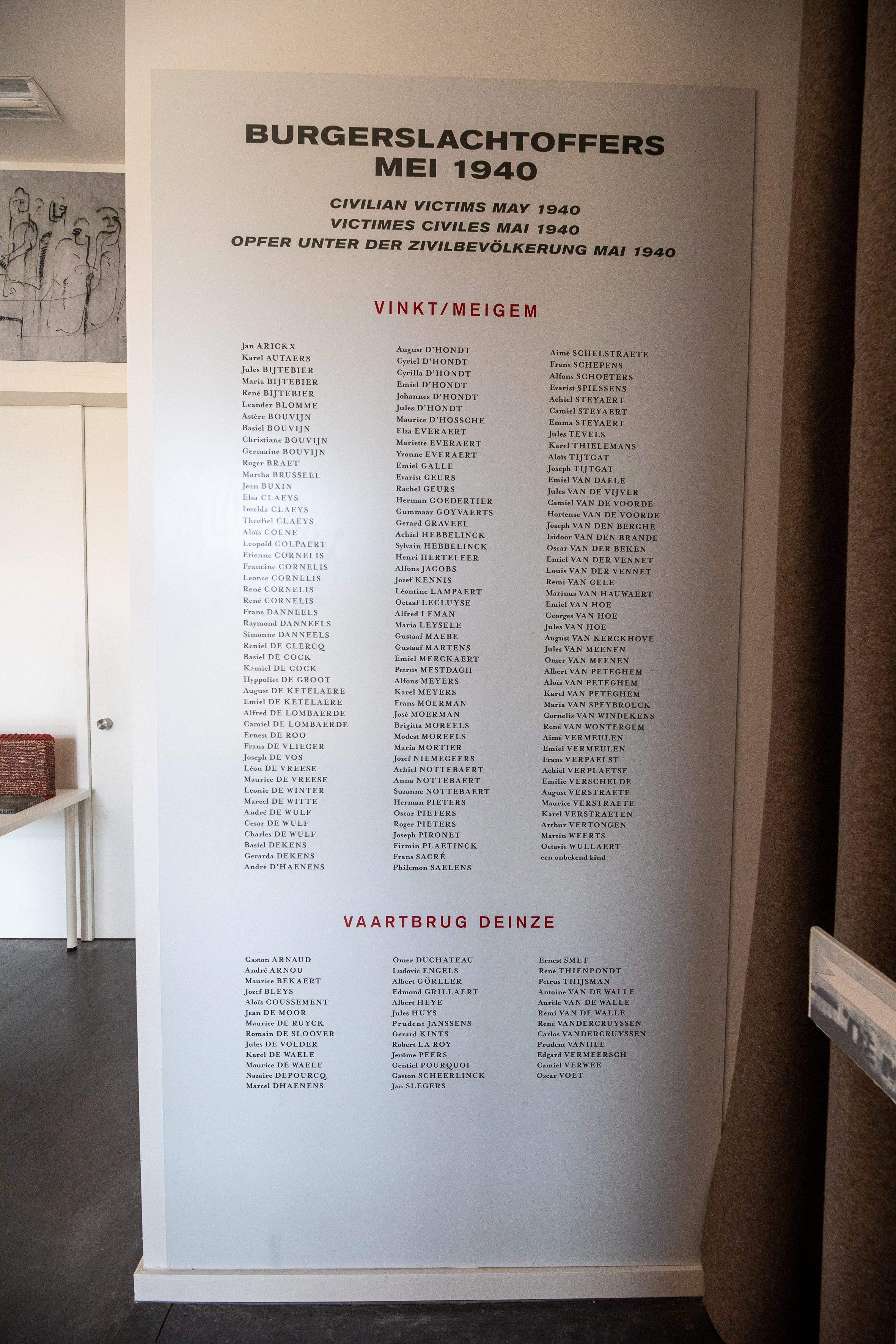
Namenlijst van de burgerslachtoffers
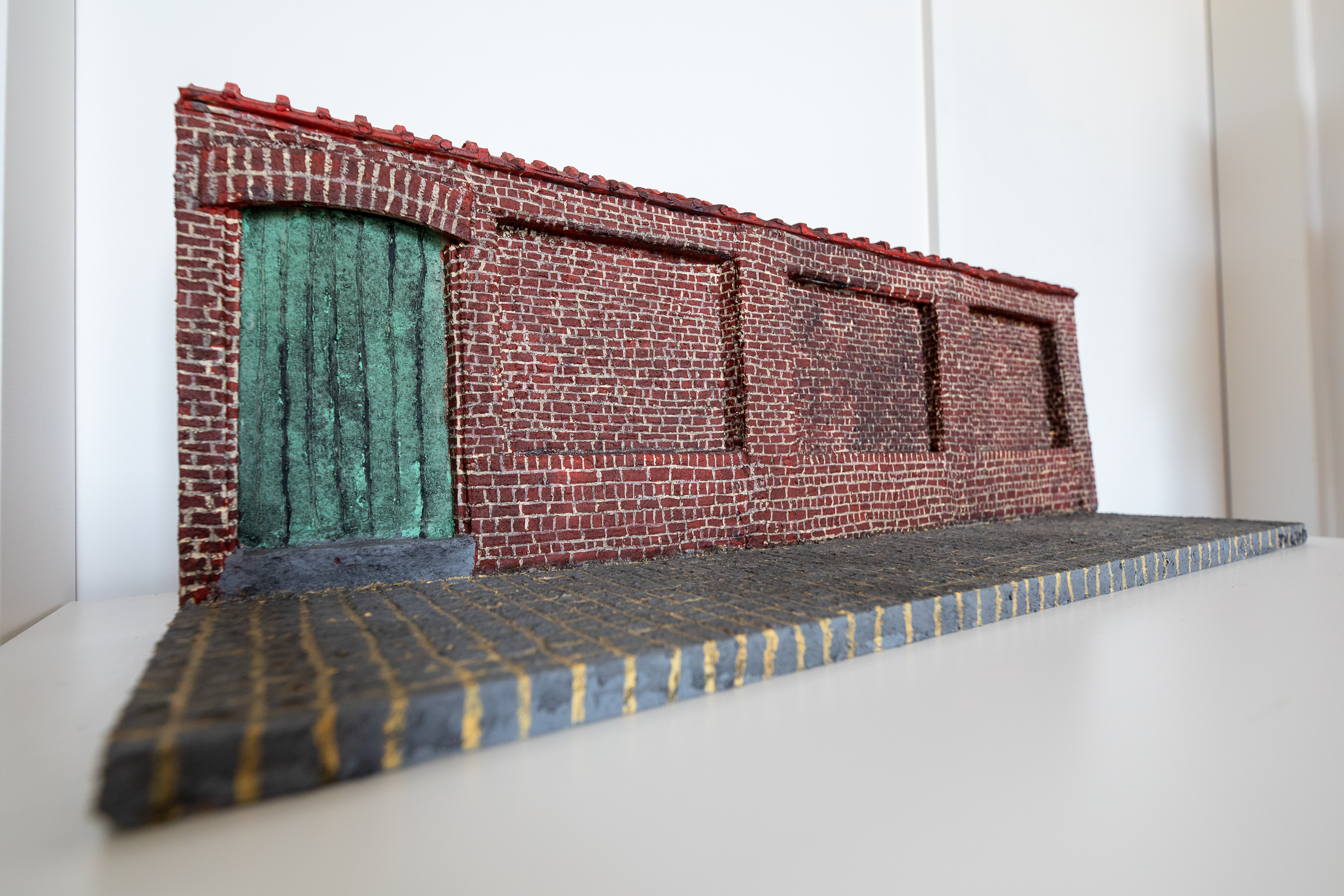
Maquette van de executiemuur